# Cyclomia rubida
Cyclomia rubida är en fjärilsart som beskrevs av W. Warren 1900. Cyclomia rubida ingår i släktet Cyclomia och familjen mätare. Inga underarter finns listade i Catalogue of Life.